# Vilhelm Lassen
Vilhelm Herman Lassen (født 10. juni 1861 i Butterup ved Holbæk, død 6. april 1908 i København) var en dansk politiker, jurist og journalist.
Vilhelm Lassen, hvis far var møller, blev student fra Roskilde Katedralskole i 1879 og cand.jur. i 1884.
Efter eksamen blev han journalist ved Aarhus Amtstidende og i 1885-1889 ansvarlig leder. Da Hermann Meyer Bing i 1889 oprettede Aalborg Amtstidende, blev Vilhelm Lassen redaktør her og senere ejer. Under valgsproget "Mod Vrøvlet!" moderniserede han måden, hvorpå aviser blev skrevet, og avisen voksede til en af de største provinsaviser.
Politisk begyndte han på den hørupske fløj af Venstre, men bevægede sig efterhånden over mod J.C. Christensen. Han var finansminister i Regeringen Christensen l 1905 til sin død i 1908.
Han blev gift med Alexandra Karen Marie Balle i 1886. Hun blev selv, under navnet Marie Lassen, medlem af Landstinget 1920-1921.
Han er begravet på Almen Kirkegård i Aalborg.